# Carl von Haynau
Wilhelm Carl von Haynau (Hanau, 1779. december 24. – 1856. január 21.) hesseni tábornok.

## Életrajza
I. Vilmos hesseni választófejedelem és Lindenthal bárónő (szül. Ritter Róza) természetes fia. Hosszas szolgálat után 1847-ben mint tábornok nyugalomba vonult, azonban tekintettel arra, hogy ő volt a hadsereg legidősebb főtisztje, 1850-ben a Hassenpflug-minisztérium a hadsereg főparancsnokává nevezte ki. Rövid hivataloskodásának egyetlen ténye a katonasághoz intézett kiáltványa és a tisztikar előtt elmondott beszéde volt. A sajtó megszorítására és a polgárhad feloszlatására vonatkozó kísérletei csakhamar bukását idézték elő.
Testvére volt Julius Jacob von Haynaunak.